# Прислон (Покровский сельсовет)
Прислон — деревня в Великоустюгском районе Вологодской области.
Входит в состав Покровского сельского поселения, с точки зрения административно-территориального деления — в Покровский сельсовет.
Расстояние по автодороге до районного центра Великого Устюга — 39 км, до центра муниципального образования Ильинского — 9 км. Ближайшие населённые пункты — Королёво, Старое Завражье, Новое Завражье.
По переписи 2002 года население — 6 человек.